# Donja Motičina
 Donja Motičina  è un comune della Croazia di 1 865 abitanti della Regione di Osijek e della Baranja.